# Cimabue

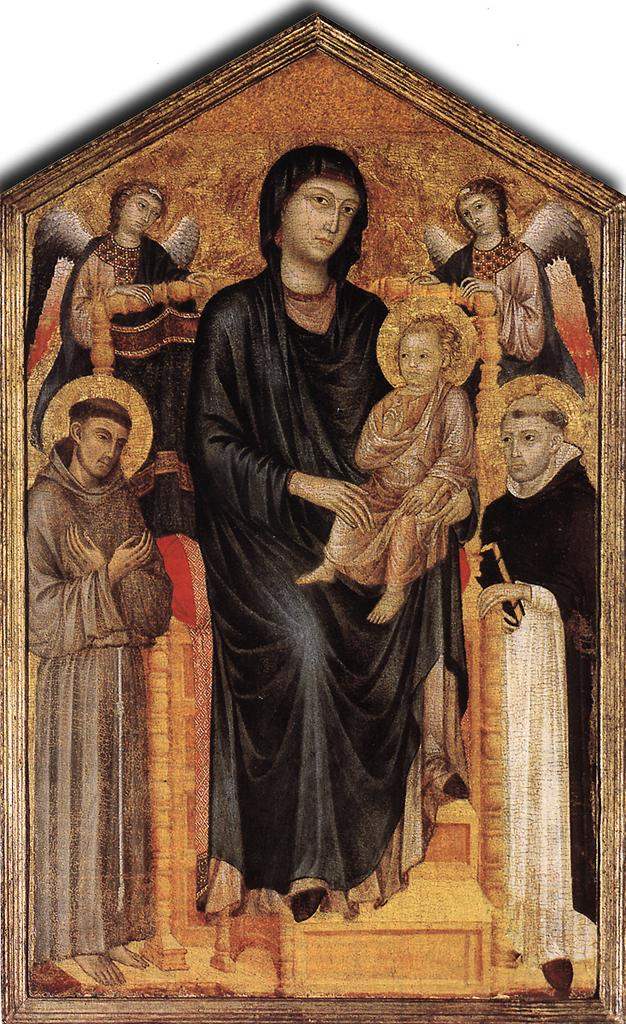
Atelier Cimabue, Maria met kind en de heiligen Franciscus en Dominicus, eind 13e eeuw, Galleria degli Uffizi, Florence

Bencivieni di Pepo of Cenni di Pepo (Florence, 1240 - aldaar, 1302), beter bekend als Cimabue (klemtoon op 'bu'; Italiaans voor ossenkop), was een Florentijnse middeleeuwse schilder en ontwerper/uitvoerder van mozaïeken. Hij wordt door sommige kunsthistorici gezien als degene die aanzet heeft gegeven tot een nieuwe richting in de kunsten welke leidde tot de Renaissance.

## Biografie
Giorgio Vasari (1511-1574), de biograaf van de Noord-Italiaanse, vooral Toscaanse schilders van de 13de tot de 16de eeuw, noemde hem Giovanni en dacht dat Cimabue de familienaam van zijn geslacht zou zijn. Volgens bepaalde bronnen was de man zeer lelijk.
Rond 1260 werkte hij, neemt men aan, in de mozaiëkwerkplaats van het Baptisterium in Florence. In 1272 was hij in Rome, in 1279 werkte hij in Assisi en rond 1301/1302 in Pisa.
Cimabue was een tijdgenoot van Dante, die hem citeert in zijn Divina Commedia als de artiest die op het gebied van schilderkunst alleen werd overtroffen door de grote Giotto. Mede door deze referentie wordt Cimabue gezien als de ontdekker en leermeester van Giotto di Bondone. Via Dante weten we ook dat Cimabue een erg luxueus en weelderig leven leidde. Hij plaatst hem in zijn Divina Commedia op de louteringsberg.
Cimabue ligt begraven in de Santa Maria del Fiore in Firenze. Zijn grafschrift luidt als volgt:
Zoals Cimabue geloofde het veld van de schilderkunst aan te voeren bij zijn leven, zo voerde hij dit aan, nu voert hij de sterren aan.

## Werken

### Niet gesigneerd
De werken van Cimabue werden hem, op een na, allemaal toegeschreven aan de hand van stijlonderzoek. Het enige werk, waarvan met zekerheid bekend is dat Cimabue het zelf maakte, is een mozaïek met de voorstelling van Johannes in de kathedraal van Pisa (1302). Via een lijst van Vasari weten we welke thema's hij heeft geschilderd en waar deze werken te vinden zijn. Deze werken doen alle recht aan zijn vermeende grootsheid als kunstschilder in de late Middeleeuwen.
Naast het mozaïekwerk aan het Baptisterium in Florence moet hij in die tijd, in samenwerking met Griekse icoonschilders, ook nog gewerkt hebben aan zijn maestà's. Zijn meest prestigieuze opdracht was de schildering van het gewelf en de muren van delen van de grafkerk van Franciscus van Assisi, de San Francesco. De stijl van Cimabue evolueerde en onderscheidde zich van die van de icoonschilders. De kerkmuren werden versierd met afbeeldingen uit het leven van de heilige Franciscus en met taferelen uit het leven van Jezus Christus. Op het plafond staan afbeeldingen van de vier evangelisten met hun attributen. Deze laatste werken heeft Cimabue vermoedelijk alleen gemaakt daar in deze fresco's zijn schilderskwaliteiten duidelijk boven die van de anderen uitsteken.
Een ander project van Cimabue was een tijdelijk bouwmeesterschap bij de bouw van de Santa Maria del Fiore, samen met Arnolfo di Lapo.
Op 24 september 2019 werd bekend dat er een tot dan toe onbekend werk van Cimabue, “De bespotte Christus”, was gevonden in Frankrijk bij een hoogbejaarde vrouw, die het jarenlang in de keuken boven het gasfornuis had hangen. Het werk waarop Christus en andere figuren staat afgebeeld zou onderdeel zijn van een drieluik. Op 27 oktober 2019 is het werk in Parijs geveild voor 24 miljoen euro. Daarmee is het een van de duurste middeleeuwse schilderijen. De koper is onbekend.

### Restauratie
Op 4 november 1966 overspoelde het water van de Arno de binnenstad van Florence. Het Crucifix in de Santa Croce werd daarbij zwaar beschadigd. De restauratie ging als volgt:
- de restaurateur scheidde de verf die over was van de ondergrond (hout en doek)
- bracht toen de verf weer aan
- verving de ontbrekende delen niet door identiek schilderwerk maar door tinten die de globale kleurstelling benaderden[4]

### Toegeschreven werken
De volgende werken worden met vrij grote zekerheid aan Cimabue toegeschreven.
| Afbeelding | Titel                                                                          | Datering      | Techniek                  | Afmetingen h × b cm | Verblijfplaats                                     | Opmerkingen                                                                                                   |
| ---------- | ------------------------------------------------------------------------------ | ------------- | ------------------------- | ------------------- | -------------------------------------------------- | --- |
|            | Kruisbeeld van San Domenico                                                    | ca. 1268-1271 | tempera en goud op paneel | 336 × 267           | Arezzo, San Domenico                               | |
|            | Kruisbeeld van Santa Croce                                                     | ca. 1275-1280 | tempera en goud op paneel | 448 × 390           | Florence, Santa Croce                              | Ernstig beschadigd tijdens de overstroming van de Arno in 1966; de foto toont de toestand voor 1966           |
|            | Maestà van het Louvre                                                          | ca. 1280      | tempera en goud op paneel | 424×276             | Parijs, Louvre                                     | Het werk werd in 1813 als oorlogsbuit geroofd uit Pisa door Napoleon I tijdens de Franse bezetting van Italië |
|            | Maestà met twee engelen                                                        | ca. 1280-1285 | tempera en goud op paneel | 25,6 × 20,8         | Londen, National Gallery                           | |
|            | Geseling                                                                       | ca. 1280-1285 | tempera en goud op paneel | 24,7 × 20           | New York, Frick Collection                         | Toeschrijving onzeker                                                                                         |
|            | Bespotting van Christus                                                        | ca. 1280      | tempera en goud op paneel | 25,7 × 20,5         | privéverzameling                                   | |
|            | Een deel van de mozaïeken van het Baptisterium van Florence                    | ca. 1280-1285 | mozaïek (ontwerp)         |                     | Florence, Baptisterium San Giovanni                | |
|            | Madonna van Castelfiorentino                                                   | ca. 1283-1284 | tempera en goud op paneel | 68 × 47             | Castelfiorentino, Museo di Santa Verdiana          | |
|            | Maestà van Santa Maria dei Servi (en atelier)                                  | ca. 1281-1285 | tempera en goud op paneel | 218×188             | Bologna, Santa Maria dei Servi                     | Door Cimabue en atelier                                                                                       |
|            | Maestà van Assisi                                                              | ca. 1288      | fresco                    | 320 × 340           | Assisi, benedenkerk van de Sint-Franciscusbasiliek | Sterk gerestaureerd                                                                                           |
|            | Fresco's in de bovenkerk in Assisi: Vier evangelisten (gewelf)                 | ca. 1288-1292 | fresco                    |                     | Assisi, bovenkerk van de Sint-Franciscusbasiliek   | Zwaar beschadigd tijdens de aardbeving van 1997; Matteüs werd volledig verwoest                               |
|            | Fresco's in de bovenkerk in Assisi: Leven van Maria (apsis)                    | ca. 1288-1292 | fresco                    |                     | Assisi, bovenkerk van de Sint-Franciscusbasiliek   | |
|            | Fresco's in de bovenkerk in Assisi: Apocalyps (linkertransept)                 | ca. 1288-1292 | fresco                    |                     | Assisi, bovenkerk van de Sint-Franciscusbasiliek   | |
|            | Fresco's in de bovenkerk in Assisi: Verhalen over de heiligen Petrus en Paulus | ca. 1288-1292 | fresco                    |                     | Assisi, bovenkerk van de Sint-Franciscusbasiliek   | |
|            | Maestà van de Santa Trinita                                                    | ca. 1290-1300 | tempera en goud op paneel | 385 × 223           | Florence, Uffizi                                   | |
|            | Johannes de evangelist                                                         | 1301-1302     | mozaïek (ontwerp)         |                     | Pisa, Kathedraal van Pisa                          | |

## Schilderstijl

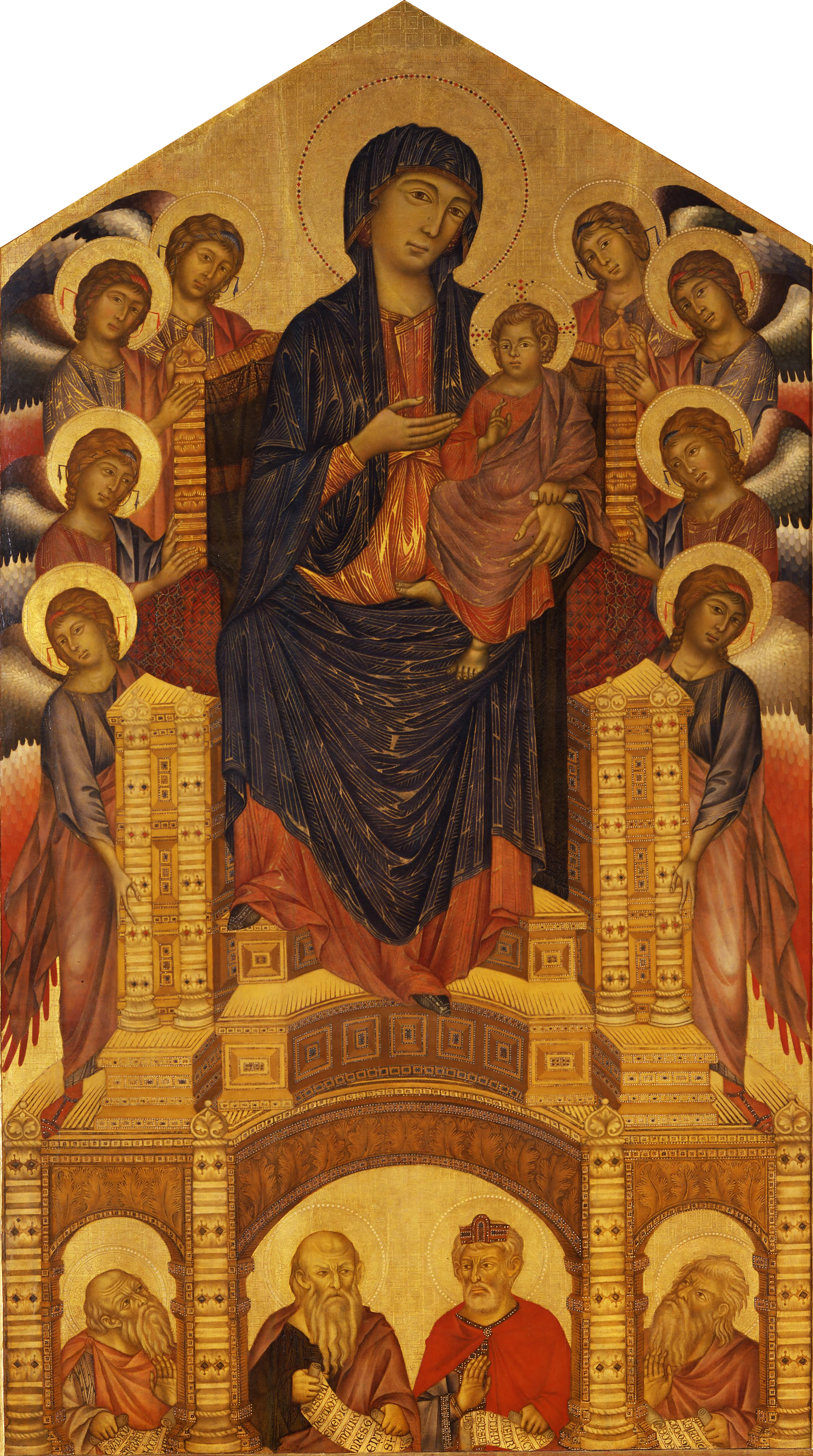
Tronende Madonna uit de Santa Trinità, Uffizi

De werken van Cimabue behoren nog tot de Byzantijnse schilderkunst.
De Griekse iconenschilders werkten nog volgens de Byzantijnse traditie: geïdealiseerde afbeeldingen, eventueel met aureool, tegen een gouden achtergrond. Gedaantes werden statisch afgebeeld, hadden geen volume, konden zich niet bewegen en hadden dus geen enkele overeenkomst met de werkelijkheid.
Cimabue was een van de eersten die hiervan afweek. Op de Tronende Madonna (Santa Trinità, Uffizi) zien we dat de madonna zit op een drie-dimensionale troon, dat haar voeten werkelijk op de trede staan -en er niet boven zweven- en dat de troon omringd is -en niet geflankeerd wordt- door engelen. De engelen zijn echter nog wel, qua gezicht, frontaal (Byzantijns) weergegeven. Alleen de bogen onderaan roepen nog vragen op: zijn dit bogen of kan het middelste een nis zijn?
Cimabue was een pionier in de overgang naar het naturalisme, zoals zijn figuren werden afgebeeld met levensechte proporties en schaduwen. Het perspectief zit er echter nog niet geheel in. Zijn schilderwerken hebben nog te veel kenmerken van middeleeuwse technieken. Hij behoort hiermee tot de wegbereiders naar de Italiaanse Renaissance.